# Gernrode (Eichsfeld)
Gernrode est une commune allemande située dans l'arrondissement d'Eichsfeld en Thuringe.

## Géographie

Situation de Gernrode dans l'arrondissement

Gernrode est située dans l'est de l'arrondissement, sur la Wipper, entre les monts Ohm au nord et les monts Dün au sud. La ville fait partie de la Communauté d'administration d'Eichsfeld-Wipperaue et se trouve à 6,5 km à l'est de Leinefelde et à 18,5 km à l'est de Heilbad Heiligenstadt, le chef-lieu de l'arrondissement.
Communes limitrophes (en commençant par le nord et dans le sens des aiguilles d'une montre) : Kirchworbis, Breitenworbis, Gerterode, Niederorschel, hausen et Leinefelde-Worbis.

## Histoire
Le village de Gernrode a certainement été fondé entre le VIIIe et le XIIe siècle mais la première mention écrite date de 1260 sous le nom de Germenroth.
Au Moyen Âge, plusieurs moulins sont implantés le long de la Wipper. En 1586, Gernrode et Kirchworbis font paroisse commune. Le village de Gernrode est incendié en 1632 pendant la Guerre de Trente Ans. Par la suite, en 1654, une nouvelle église de style baroque, St Stéphane, est construite. Elle est considérée aujourd'hui comme l'une des plus belles de l'Echsfeld.
En 1802, le village est rattaché au royaume de Prusse.

## Démographie
| 1910  | 1933  | 1939  | 1995  | 2000  | 2005  | 2010  |
| ----- | ----- | ----- | ----- | ----- | ----- | ----- |
| 1 347 | 1 643 | 1 647 | 1 610 | 1 703 | 1 671 | 1 638 |

## Jumelages
- Tiftlingerode (Allemagne), village de la ville de Duderstadt, dans l'arrondissement de Göttingen en Basse-Saxe.
- Salmtal (Allemagne), dans l'arrondissement de Bernkastel-Wittlich en Rhénanie-Palatinat.